# The Lonely
The Lonely este episodul 7 al serialului american Zona crepusculară. A fost difuzat inițial pe 13 noiembrie 1959 pe CBS.

## Intriga
În anul 2046, prizonierul Corry, este condamnat la cincizeci de ani de izolare pe un asteroid îndepărtat. În a cincisprezecea zi a celei de-a șasea luni din al patrulea an al sentinței sale, acesta este vizitat de o navă spațială pilotată de căpitanul Allenby. Zborul, care are loc de patru ori pe an, îi aduce provizii și informații despre Pământ. În timp ce Cory speră ca Allenby să aibă timp să joace cărți sau șah, căpitanul îl informează că nava și echipajul său vor fi prezenți doar 15 minute de această dată din cauza orbitei asteroidului. Echipajul navei este deranjat de faptul că trebuie să părăsească Pământul din cauza unor oameni precum Corry.
Allenby a încercat să-i îmbunătățească viața prizonierului prin livrarea unor lucruri care să-i alunge singurătatea precum componente pentru a construi o mașina veche. Căpitanul consideră crima săvârșită de Corry drept autoapărare ș îl simpatizează. Cu ocazia acestei călătorii, echipajul aduce vestea că cererea sa de grațiere a fost respinsă și toate cazurile încadrate la crimă nu vor mai fi revizuite. Această conștientizează că este condamnat la ani de singurătate. Înainte să părăsească planeta, Allenby le ordonă oamenilor săi să descarce o ladă imensă de pe navă și îi spune lui Corry să o deschidă doar după plecarea lor.
După ce deschide lada, Corry descoperă că Allenby i-a adus un ginoid⁠(d) pe nume Alicia pentru a-i ține companie. Aceasta este capabilă de emoții, poate stoca amintiri și are o durată de viață similară cu cea a unei ființe umane. La început, Corry o detestă, respingând-o pe motiv că este o simplă mașinărie; piele sintetică și cabluri capabile să-l ia în derâdere. Cu toate acestea, când Corry o rănește pe Alici și observă că plânge, conștientizează că are sentimente. Pe parcursul următoarelor unsprezece luni, Corry se îndrăgostește de ea. Alicia dezvoltă o personalitate care o reflectă pe cea a prizonierului, iar zilele sale devine tolerabile.
La reîntoarcerea navei spațiale, căpitanul Allenby îi aduce vestea că toate cazurile de crimă au fost revizuite și Corry a fost grațiat; se poate întoarce pe Pământ, dar mai pot sta doar 20 de minute pe asteroid, deoarece au rămas cu puțin combustibil. Acestuia i se aduce la cunoștință că pe navă mai sunt alți șapte pasageri - îmbarcați de pe alți asteroizi - și mai exist loc doar pentru el și 7 kilograme de bagaje. La început nu este îngrijorat, conștient că nu are atât de multe bunuri, însă realizează nu după mult timp că Alice nu intră în categoria pasagerilor. Aceasta nu se încadrează în limita de 7 kilograme. Corry încearcă să-l convingă pe căpitan să-i permite Alicei să vină cu el, susținând că nu este un robot, ci o femeie. În acel moment, exact când echipajul o surprinde pe Alice pentru prima data, Allenby scoate un pistol și o împușcă în față. Androidul se strică, iar fața sa devine o masă de cabluri și circuite defecte care repetă numele „Corry”. Căpitanul îl conduce pe Corry înapoi în navă, asigurându-l că va lăsa în urmă doar singurătatea. „Trebuie să-mi amintesc despre asta”, spune Corry. „Trebuie să păstrez această amintire”.